# Antigua Línea 17 (TUVISA)
La antigua línea 17 de TUVISA de Vitoria  recorría periféricamente Vitoria de manera circular

## Características
Esta línea recorría de manera circular la circunvalación interior de Vitoria en el sentido de las agujas del reloj. 
La línea dejó de estar en funcionamiento a finales de octubre de 2009, como todas las demás antiguas líneas de TUVISA, cuándo el mapa de transporte urbano en la ciudad fue modificado completamente.

### Frecuencias
| de lunes a viernes laborables |        |
| de 7:00 a 22:20               | 20 min |
| sábados laborables            |        |
| de 7:00 a 23:20               | 20 min |
| domingos y festivos           |        |
| de 8:00 a 22:20               | 20 min |

| de lunes a viernes laborables |        |
| de 7:15 a 22:15               | 20 min |
| sábados laborables            |        |
| de 7:15 a 23:15               | 20 min |
| domingos y festivos           |        |
| de 8:15 a 22:15               | 20 min |

## Recorrido
La Línea comenzaba su recorrido en la Calle Madrid para pasar después por la calle de Aragón y llegar a la de Jacinto Benavente. Tras pasar la vía férrea entraba en el Paseo Zumaquera y siguiendo por Calle Álava y Salbatierrabide finalizaba su primera parte del recorrido en la Plaza Amadeo Salazar (Mendizorroza), donde se encontraba la parada de regulación horaria.
Seguía con el recorrido hasta llegar a Rosalía de Castro y Castillo de Fontecha. Siguiendo el recorrido entraba en Pedro Asúa, México, José Atxotegui y Duqe de Wellington. Tras un giro a la derecha por Blas de Otero, y un nuevo giro a la derecha por la Calle San Sebastián, giraba a la izquierda por el Bulevar de Euskal Herria. Siguiendo recto accedía a la Calle Juan de Garay, Zaramaga y Madrid hasta que llegaba al punto inicial.

## Paradas
| KBHFa |

| SBRÜCKE |

| SBRÜCKE |

| HST |

| SBRÜCKE |

| HST |

| HST |

| HST |

| HST |

| BHF |

| HST |

| STRo |

| HST |

| HST |

| HST |

| HST |

| HST |

| HST |

| HST |

| TUNNEL1 |

| HST |

| HST |

| KBHFe |

| KBHFa |

| SBRÜCKE |

| SBRÜCKE |

| HST |

| SBRÜCKE |

| HST |

| HST |

| HST |

| HST |

| BHF |

| HST |

| STRo |

| HST |

| HST |

| HST |

| HST |

| HST |

| HST |

| HST |

| TUNNEL1 |

| HST |

| HST |

| KBHFe |

| KBHFa |

| SBRÜCKE |

| SBRÜCKE |

| HST |

| SBRÜCKE |

| HST |

| HST |

| HST |

| HST |

| BHF |

| HST |

| STRo |

| HST |

| HST |

| HST |

| HST |

| HST |

| HST |

| HST |

| TUNNEL1 |

| HST |

| HST |

| KBHFe |

| KBHFa |

| SBRÜCKE |

| SBRÜCKE |

| HST |

| SBRÜCKE |

| HST |

| HST |

| HST |

| HST |

| BHF |

| HST |

| STRo |

| HST |

| HST |

| HST |

| HST |

| HST |

| HST |

| HST |

| TUNNEL1 |

| HST |

| HST |

| KBHFe |